# Валькумей
Валькумей — селище міського типу в Чаунському районі Чукотського автономного округу. Було засноване у 1941 році, з метою розробки олов'яного родовища Валькумей. На сьогодні виробництво частково припинилося, частково законсервовано.
Селище скасоване в 2008 році.

## Статус
Селище міського типу закрите. Мешканців у Валькумеї немає.

## Історія
У 30 роках молодий радянський геолог Дітмар (не Карл!), проводячи топозйомку місцевості, аналіз перспектив розробки корисних копалин передбачив наявність великих кількостей кассітеріта — олов'яної руди. Згодом його викладки були підтверджені цільовими групами геологів.

## Економіка
- Образуюче підприємство Певецький гірничо-збагачувальний комбінат (центральна контора у смт. Валькумей, рудник «Валькумей»). Підприємство олововидобувної промисловості всеросійського значення. Шахта з нижнім горизонтом — 700 метрів, загальна протяжність виробок близько 600 кілометрів.
- Гірничо-збагачувальна фабрика з переробки олов'яної руди (№ 521-біс).
- Тепличне господарство для забезпечення внутрішніх потреб свіжими овочами (в основному огірки).

## Соціальна структура
Діяли школа; вечірня школа; ясла-сад; дитячі садки «Метелик», «Вєснушкі», «Усмішка»; будинок культури «Гірник», профілакторій.